# كيمبريدج (دائرة انتخابية في المملكة المتحدة)
كيمبريدج (بالإنجليزية: Cambridge)‏ هي إحدى الدوائر الانتخابية في المملكة المتحدة الممثلة في مجلس العموم في برلمان المملكة المتحدة.
عضو البرلمان الذي يمثلها حالياً هو :
Julian Huppert